# Modelos de PlayStation

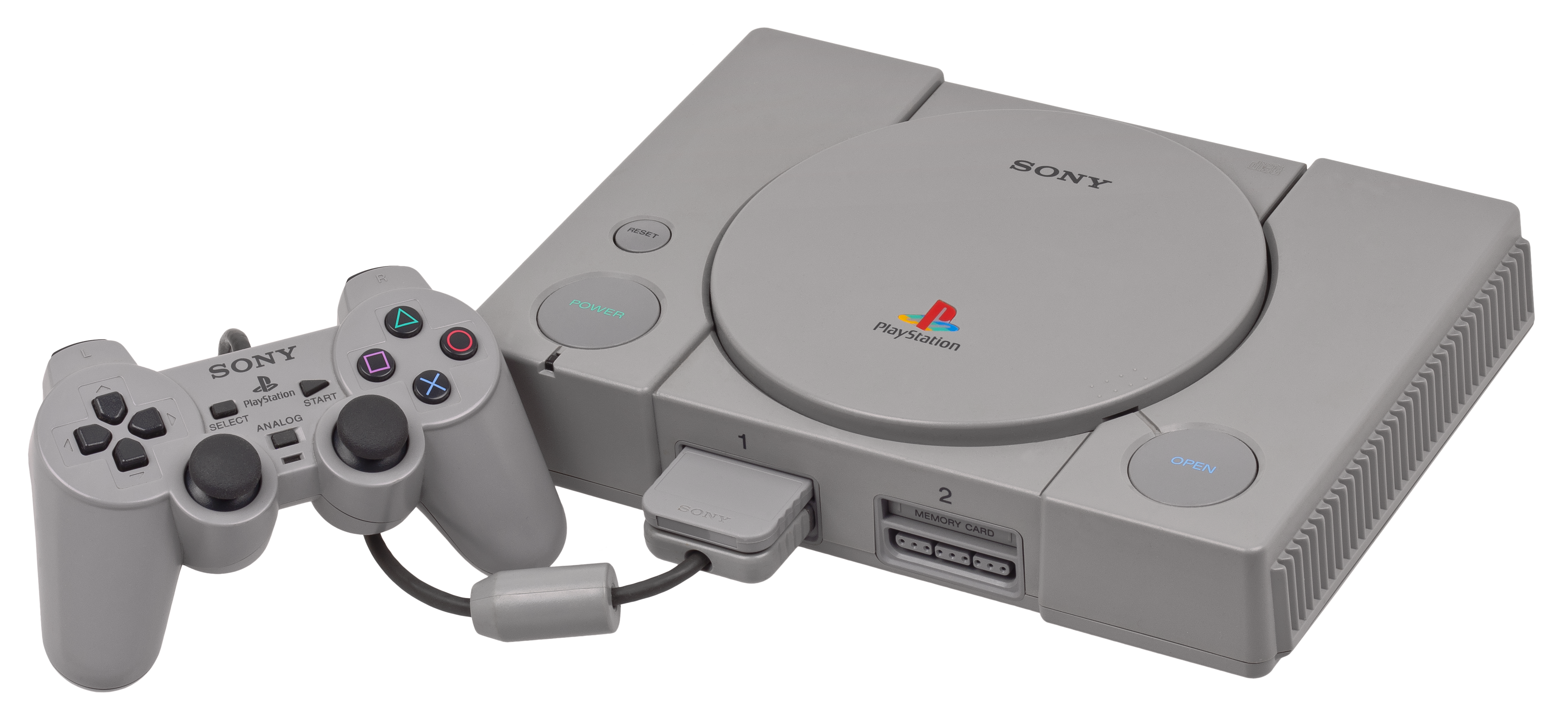
O primeiro modelo do PlayStation, o japonês SCPH-1000, mostrado com o controle original e o cartão de memória

Vários modelos do console de videogame PlayStation (PS) da Sony foram produzidos de 1994 a 2006. A maioria das revisões do PlayStation foram feitas para corrigir problemas de hardware conhecidos ou reduzir custos e tempo de produção, enquanto outras apresentavam mudanças externas substanciais.
Cada região tem seu próprio número de modelo; por exemplo, o Japão recebeu o SCPH-1000, a América do Norte recebeu o SCPH-1001 e a Europa recebeu o SCPH-1002. O dígito final no número do modelo é o código de região do console; muitos jogos são restritos a certas regiões, e o software do sistema é exibido em diferentes idiomas.

## Revisões do hardware padrão do PlayStation

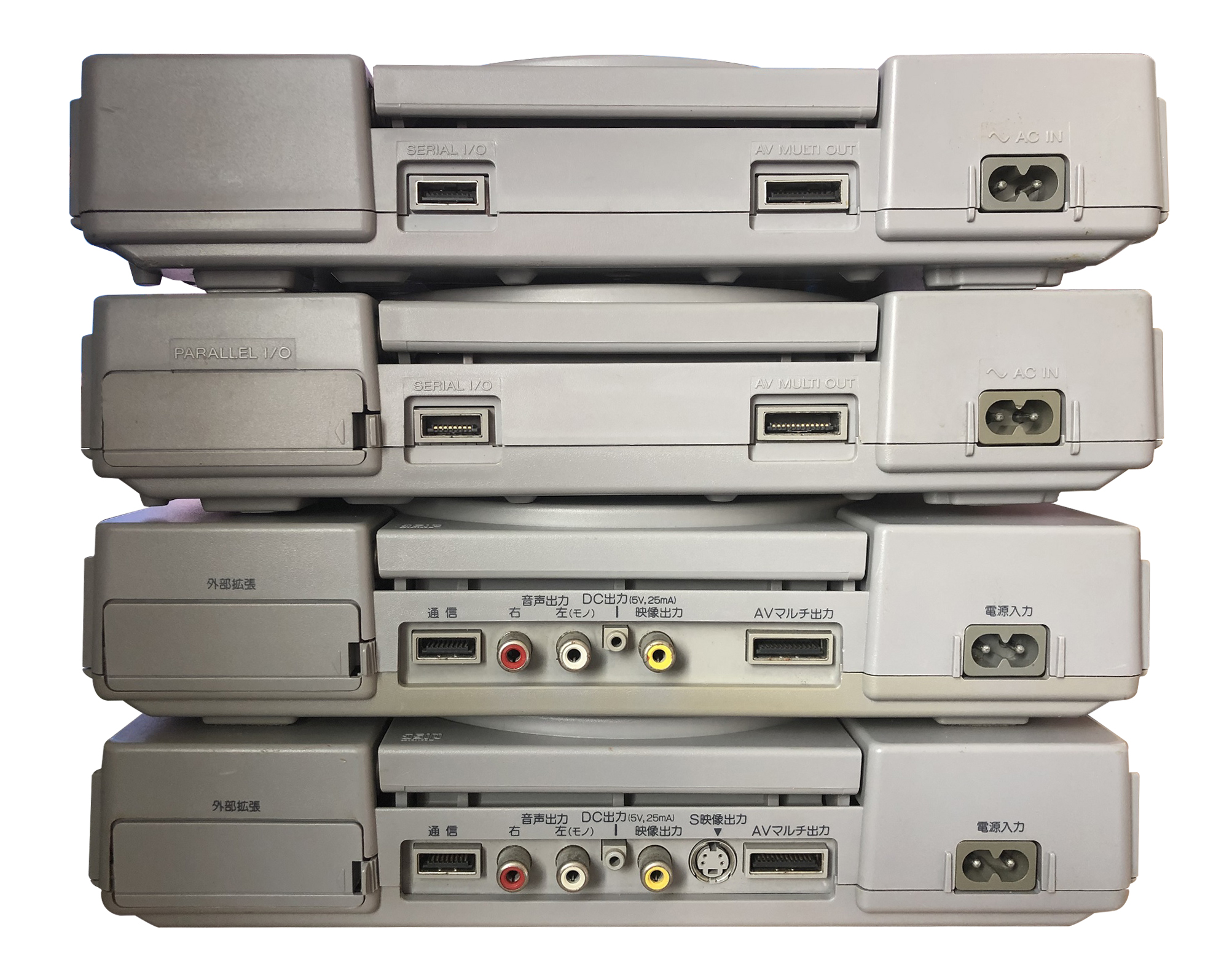
Uma comparação de baixo para cima do SCPH-1000, SCPH-3000, SCPH-5501 e SCPH-9001. A revisão SCPH-900x viu a remoção da porta de E/S paralela enquanto os conectores RCA foram removidos na revisão SCPH-550x e a porta S-Video foi removida na revisão SCPH-1001.

O PlayStation passou por uma série de variantes durante sua produção, cada uma acompanhada por uma mudança no número da peça. De um ponto de vista externo, a mudança mais notável foi a redução gradual no número de conectores externos da parte traseira da unidade. Isso começou muito cedo com as unidades de lançamento japonesas originais; o SCPH-1000, lançado em 3 de dezembro de 1994, foi o único modelo que tinha uma porta S-Video, que foi removida no lançamento seguinte. Isso também levou a uma discrepância onde as unidades de lançamento dos EUA e da Europa tinham a mesma série de números de peça (SCPH-100x) que as unidades de lançamento japonesas, mas tinham hardware diferente (silício Rev. B e nenhuma porta S-Video) — seus equivalentes técnicos eram os SCPH-3000 japoneses, então se sua numeração fosse consistente, eles teriam sido chamados de SCPH-3001 e SCPH-3002. Numeração inconsistente também foi usada para as máquinas Net Yaroze, que eram baseadas em SCPH-5000 e hardware posterior 1001/1002, mas numeradas DTL-H3000, DTL-H3001 e DTL-H3002. Além disso, os primeiros modelos (DTL-H1000, DTL-H1001, DTL-H1002) tiveram problemas com a função printf e os desenvolvedores tiveram que usar outra função. 
Esta série de máquinas tinha uma reputação de problemas com a unidade de CD – o sled de captação óptica original (KSM-440AAM) era feito de termoplástico e colocado perto da fonte de alimentação, eventualmente levando a um desgaste irregular que movia o laser para uma posição onde não estava mais paralelo à superfície do CD. As últimas unidades KSM-440ACM tiveram o sled substituído por um fundido com inserções de nylon rígido para resolver o problema.
O design de hardware original incluía VRAM de porta dupla como memória gráfica, mas devido à escassez de peças, a Sony redesenhou a GPU para usar SDRAM em vez disso (o que poderia simular a porta dupla até certo ponto usando dois bancos). Ao mesmo tempo, a GPU foi atualizada para utilizar sombreamento mais suave, resultando em melhor qualidade de imagem geral em comparação com modelos anteriores, que eram mais propensos a faixas; adicionalmente, o desempenho para efeitos de transparência foi melhorado, resultando em menos lentidão em cenas que usam muito esse efeito. Este hardware Rev. C apareceu pela primeira vez no final de 1995 e, diferentemente do Japão, não foi marcado com uma mudança de número de modelo nos territórios NTSC-U e PAL - os sistemas SCPH-1001/1002 podem ter qualquer revisão, já que a mudança aconteceu entre as revisões da placa-mãe PU-8.
Os consoles da região PAL do SCPH-1002 até o SCPH-5552 eram diferentes dos sistemas lançados em outras regiões, pois tinham um design de menu diferente; um fundo cinza bloqueado com ícones quadrados para os menus Memory Card (um ícone mostrando um PlayStation com 2 cartões de memória inseridos) e CD player (um ícone com teclados musicais). O CD player também incluía efeitos de reverberação exclusivos desses sistemas até o lançamento do PS One em 2000, que apresentava uma versão ligeiramente modificada do BIOS.
Com o lançamento da série SCPH-5000 sendo produzida apenas no Japão, ela seguiu o mesmo design exterior da série japonesa SCPH-3xxx, suas únicas diferenças sendo que ela foi trocada para hardware Rev. C (o mesmo que as últimas unidades 1001/1002) com algumas atualizações para componentes defeituosos de modelos anteriores e um preço de varejo reduzido. Isso foi seguido pela primeira grande consolidação, unidades SCPH-550x/5001 e SCPH-5552 exclusivas da PAL, lançadas em abril de 1997. Este modelo abordou ainda mais os problemas de confiabilidade com o conjunto da unidade de disco, colocando a unidade mais longe da fonte de alimentação para reduzir o calor; o chipset também foi redesenhado para usar servo digital para foco/rastreamento e também para autocalibrar a unidade, em oposição à calibração manual de ganho/polarização em modelos anteriores. Além disso, a blindagem e a fiação da PSU foram simplificadas, e do SCPH-5001 os conectores RCA e RFU foram removidos do painel traseiro e o texto impresso na parte traseira foi alterado para relevos do mesmo. Começando com a série SCPH-550x, as variantes PAL tiveram os botões "power" e "open" alterados de texto para símbolos, algo que mais tarde apareceria no PS One redesenhado. Originalmente, o PlayStation deveria ter provisão em suporte a Video CD, mas esse recurso só foi incluído no modelo exclusivo asiático SCPH-5903.
Estas foram seguidas pelas séries SCPH-700x e SCPH-750x, lançadas em abril de 1998. Elas são externamente idênticas às máquinas SCPH-500x, mas têm mudanças internas feitas para reduzir os custos de fabricação (por exemplo, a RAM do sistema passou de 4 chips para 1, e o driver de CD passou de 3 chips para 1). Além disso, uma pequena mudança na tela de inicialização foi feita; o diamante permanece inalterado, mas a fonte usada para Sony Computer and Entertainment agora é consistente, fazendo com que as palavras pareçam menores do que o diamante em geral, e o símbolo de marca registrada (™) agora é colocado depois de "Computer Entertainment" em vez de depois do diamante, como era nos modelos anteriores. Uma novidade na série SCPH-700x foi a introdução do "Sound Scope" – visualizações de música de show de luzes. Eles eram acessíveis ao pressionar o botão Select durante a reprodução de qualquer CD de áudio normal no CD player do sistema. Enquanto assistiam essas visualizações, os jogadores também podiam adicionar vários efeitos como ciclo de cores ou desfoque de movimento e podiam salvar/carregar seu cartão de memória. Eles foram vistos nos modelos SCPH-700x, 750x, 900x e PS One. 
A revisão final do PlayStation original foi a série SCPH-900x, lançada em maio de 1999. Elas tinham o mesmo hardware dos modelos SCPH-750x, exceto que a porta paralela foi removida e o tamanho do PCB foi ainda mais reduzido. A remoção da porta paralela se deve em parte ao fato de que a Sony não lançou um complemento oficial voltado para o consumidor para ela; ela foi usada para cartuchos de trapaça e hardware de desenvolvimento de software, e para a porta paralela para derrotar os bloqueios regionais e proteção anticópia . A conexão do cabo do PlayStation Link era suportada por apenas um punhado de jogos. O SCPH-900x foi o último modelo a suportá-la, pois a porta Serial I/O foi removida em todos os modelos PS One.
O PSone , lançado em 7 de julho de 2000, foi originalmente baseado essencialmente no mesmo hardware do SCPH-900x; a porta serial foi removida, as portas do controlador/cartão de memória foram movidas para o PCB principal e a fonte de alimentação interna foi substituída por um adaptador de energia externo de 7,5 VCC com os outros trilhos de energia necessários sendo gerados internamente no principal usando uma mistura de reguladores e conversores CC/CC para os vários trilhos. Ele também incorporou uma versão ligeiramente modificada do design do menu usado anteriormente apenas em consoles PAL. A revisão posterior (ainda designada como SCPH-10x, mas com uma placa de circuito principal PM-41(2) diferente) era funcionalmente idêntica, mas reduziu o custo de fabricação pela última vez ao mudar para chips mais altamente integrados, ou seja, a substituição da RAM externa por RAM no chip, o que reduziu a contagem de peças e permitiu o uso de pacotes menores e mais baratos, reduzindo o número de pinos necessários.

## Unidades de depuração

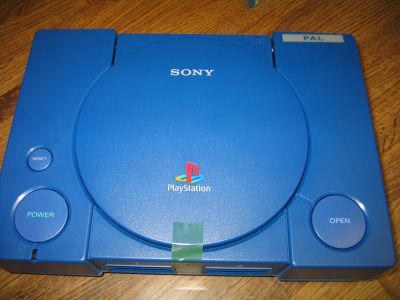
Estação de depuração PlayStation (PAL)

Também havia consoles de depuração - estes geralmente estavam em caixas azuis ou verdes, embora houvesse algumas unidades de produção especiais (principalmente destinadas ao uso como unidades de demonstração de show) que eram cinza, o mesmo que os consoles de varejo. As unidades de depuração foram projetadas para serem o mais próximo possível dos consoles de varejo, então elas tinham apenas 2 MB de RAM (as placas de desenvolvimento tinham 8 MB) e tinham boot ROMs de varejo padrão. A única diferença real é que o controlador de CD foi reprogramado para que identificasse qualquer disco que tivesse uma trilha de dados como sendo "licenciado", em vez de exigir o código de região na introdução que estava presente em CDs PlayStation prensados. Isso foi feito para permitir que os desenvolvedores gravassem jogos em CD para teste. Um efeito colateral disso foi que a maioria dos consoles de depuração também inicializaria discos de outras regiões (uma exceção notável sendo as depurações NTSC-J posteriores, que inicializam apenas títulos japoneses), embora isso não fosse oficialmente suportado. A Sony criou consoles de depuração específicos para cada região, e a TRC (lista de verificação de requisitos técnicos) fornecida pela Sony para cada região exigia testar o título nas estações de depuração corretas. 
O motivo das duas cores diferentes de gabinete foi uma mudança de hardware que a Sony fez bem no início do ciclo de produção do PlayStation - as máquinas originais foram construídas usando Rev. A (primeiras unidades do mercado japonês) ou Rev. B (últimas unidades do Japão, EUA e Europa), ambas usando a mesma GPU com VRAM para armazenar os dados de vídeo. Os modelos posteriores usaram silício Rev. C e SDRAM - embora os dois chipsets tivessem desempenho muito semelhante, e o Rev. C foi explicitamente projetado com compatibilidade em mente, eles não eram idênticos - a versão Rev. C foi significativamente mais rápida em fazer mistura alfa e, portanto, o modo de escrita "semitransparente" do PS - também foi bastante lento em certos movimentos de bloco de memória de tela (basicamente, aqueles envolvendo faixas verticais estreitas da tela) além disso, havia alguns pequenos bugs de hardware no silício mais antigo que foram resolvidos incluindo soluções alternativas para eles nas bibliotecas - as versões posteriores da biblioteca verificavam o tipo de GPU no momento da inicialização e desabilitavam os patches se não fossem necessários. Como isso tornava os dois tipos de máquina significativamente diferentes um do outro, o desenvolvedor teve que testar o título em ambas as máquinas antes de enviar. Os debugs azuis (DTL-H100x, DTL-H110x) tinham o silício antigo e os verdes (DTL-H120x) tinham o silício novo.

## Net Yaroze
Em 1997, a Sony lançou uma versão do PlayStation chamada Net Yaroze. Era mais caro do que o PlayStation normal (US$ 750 em vez de US$ 299 do PlayStation original) e também era mais difícil de obter do que o PlayStation original, pois só vinha por correspondência. Tinha um acabamento preto fosco em vez do cinza usual e, o mais importante, vinha com ferramentas e instruções que permitiam ao usuário programar jogos e aplicativos do PlayStation sem a necessidade de uma unidade de desenvolvimento completa, que era mais cara do que um PlayStation normal (os kits de desenvolvimento oficiais custavam cerca de US$ 5.000 na época). O Net Yaroze não tinha muitos dos recursos que o pacote completo do desenvolvedor fornecia, faltando o suporte sob demanda e as bibliotecas de código que os desenvolvedores licenciados tinham.[carece de fontes?] Os programadores também estavam limitados pelos 2 MB de espaço total de jogo que o Net Yaroze permitia. A quantidade de espaço pode parecer pequena, mas jogos como Ridge Racer rodavam inteiramente na RAM do sistema (exceto pelas faixas de música transmitidas). Era único no sentido de que era o único PlayStation oficialmente vendido no varejo sem bloqueio regional; ele rodava jogos de qualquer território. No entanto, ele não rodava discos CD-R, então não era possível criar jogos Yaroze autoinicializáveis sem um PlayStation modificado.